# Riley Stearns
Riley Stearns (Austin, Texas, 29 de junio de 1986) es un guionista y director de cine estadounidense

## Carrera
Stearns ha trabajado en la serie de televisión My Own Worst Enemy (como ayudante de guionista), Bionic Woman (como asistente de producción) y Tower Prep (como escritor).
Durante el fin de semana del 13 de agosto de 2011, Stearns filmó y dirigió otra película corta, Magnificat, protagonizada por su entonces mujer Mary Elizabeth Winstead junto con Stephen Tobolowsky. El cortometraje trata sobre una joven atormentada por visiones malévolas. Más tarde fue lanzado al público en línea en febrero de 2012. Stearns escribió y dirigió The Art of Self-Defense, lanzada en 2019.

## Vida privada
El 9 de octubre de 2010, Stearns contrajo matrimonio con la actriz Mary Elizabeth Winstead. Mantenían una relación desde el año 2002. Se divorciaron en mayo de 2017.